# Caio
Caio (лат.) — род чешуекрылых из семейства павлиноглазок из подсемейства Arsenurinae.

## Систематика
В состав рода входят:
- Caio championi (Druce, 1886) — от Мексики до Гватемалы и Западного Эквадора, Северная Венесуэла
- Caio chiapasiana  Brechlin & Meister, 2010
- Caio hidalgensis Brechlin & Meister, 2010
- Caio harrietae (Forbes, 1944)
- Caio richardsoni (Druce, 1890) — Мексика
- Caio romulus  (Maassen, 1860)
- Caio witti Brechlin & Meister, 2010

## Распространение
Встречаются от Мексики до Бразилии.